# Majha
Majha (ਮਾਝਾ, ماجھا; Mājha) es una región de llanuras del Panyab que comprende los distritos modernos de Amritsar, Gurdaspur y Tarn Taran en el estado indio de Panyab y los distritos de Narowal, Lahore y Kasur, en la provincia pakistaní de Panyab. El término fue aplicado anteriormente a los Panjabis que viven al norte de la Sutlej.
Históricamente, Majha se compone de las partes más antiguas en el Doab Bari (en particular Sheikhupura) y la Doab Rechna (en particular, Gujranwala), las más recientes partes incorporadas pertenecen a las colonias del canal.